# Naissance en 990
Naissance
- 986
- 987
- 988
- 989
- 990
- 991
- 992
- 993
- 994

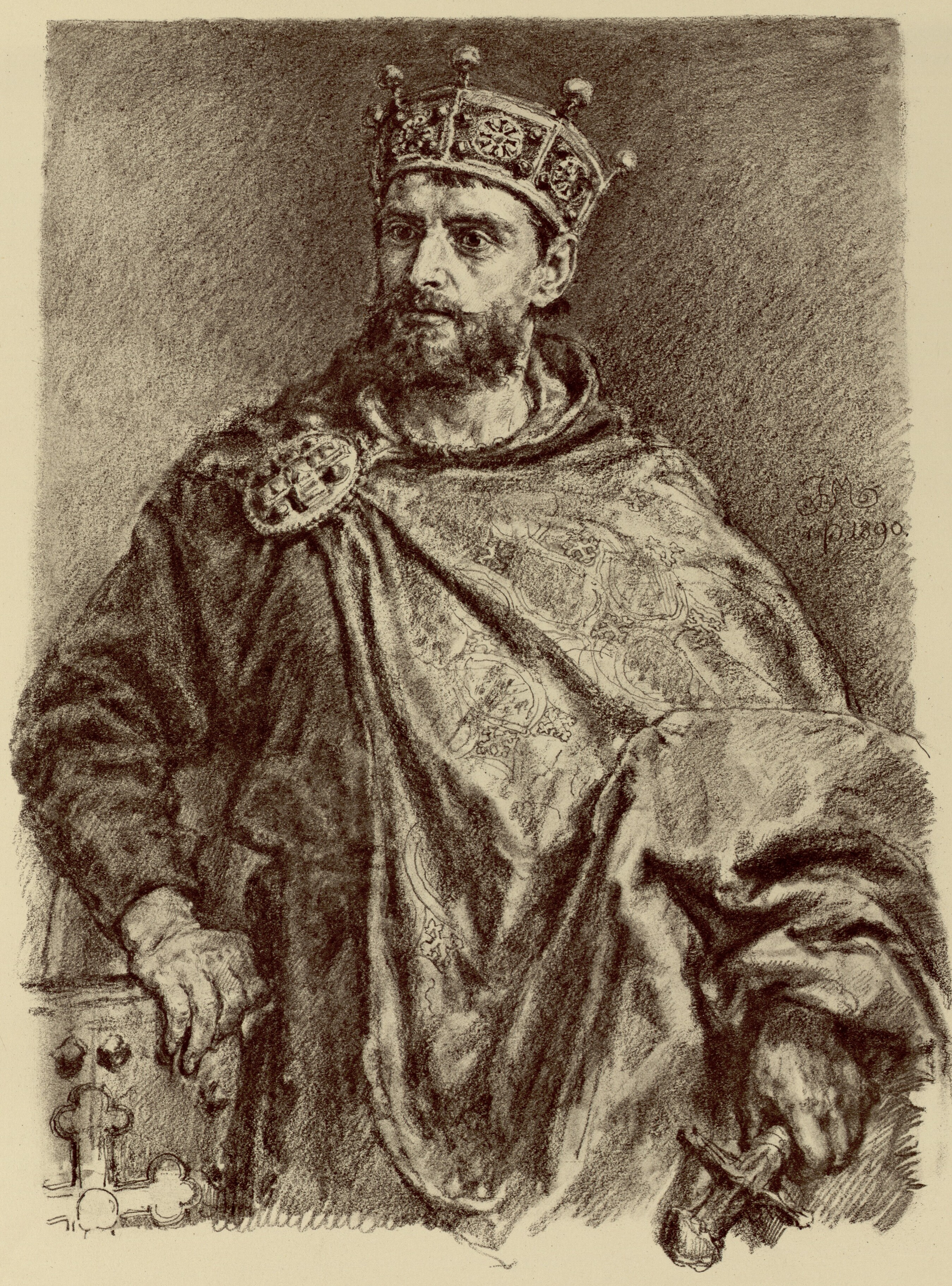
Mieszko II de Pologne né en 990.

Cette page dresse une liste de personnalités nées au cours de l'année 990  :
- Gauthier II d'Oisy, sire d'Oisy et de Crèvecœur, châtelain de Cambrai.
- Grégoire Magistros, savant et écrivain arménien.
- Mieszko II Lambert, roi de Pologne et duc de Pologne.
- Geoffroy II de Thouars, 10e vicomte de Thouars.
- Théobald du Dorat, trésorier et sacristain, chargé de l'administration de la collégiale Saint-Pierre du Dorat.
- Nissim Gaon, ou Nissim ben Jacob ben Nissim ibn Shahin, rabbin et exégète tunisien.
- Hananel ben Houshiel, rabbin et exégète tunisien.
- Bi Sheng, inventeur de la typographie en Chine.
- Toghrul-Beg, dit Le Prince Épervier, prince turc seldjoukide.

date incertaine (vers 990)
- Sanche III Garcés, roi de Pampelune.
- Conrad II le Salique, ou Conrad II du Saint-Empire, roi de Francie Orientale (Germanie), roi des Romains, empereur du Saint-Empire et roi de Bourgogne.

## Crédit d'auteurs
- Cet article est partiellement ou en totalité issu de l'article intitulé « 990 » (voir la liste des auteurs).